# Hypoleria brevicula
Hypoleria brevicula is een vlinder uit de familie Nymphalidae. De wetenschappelijke naam van de soort is voor het eerst geldig gepubliceerd in 1951 door Romualdo Ferriera d'Almeida.